# Guillaume Dubois

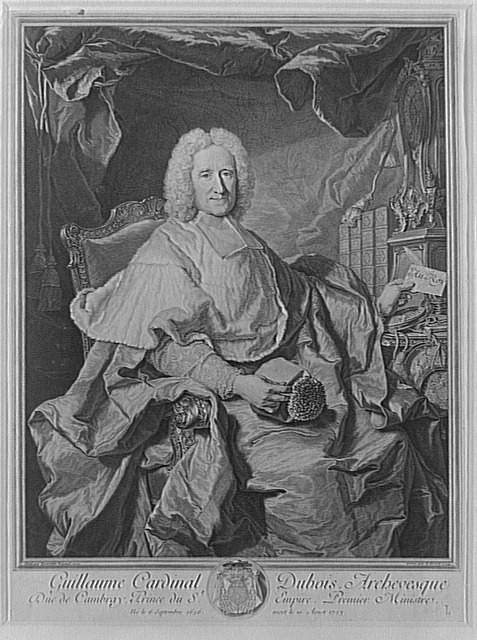
Cardeal Dubois.

Guillaume Dubois (6 de setembro de 1656 — 10 de agosto de 1723) foi um político e cardeal francês. Foi o terceiro dos quatro grandes Cardeais-Ministros (Richelieu, Mazarin, Dubois e Fleury).

## Vida e governo

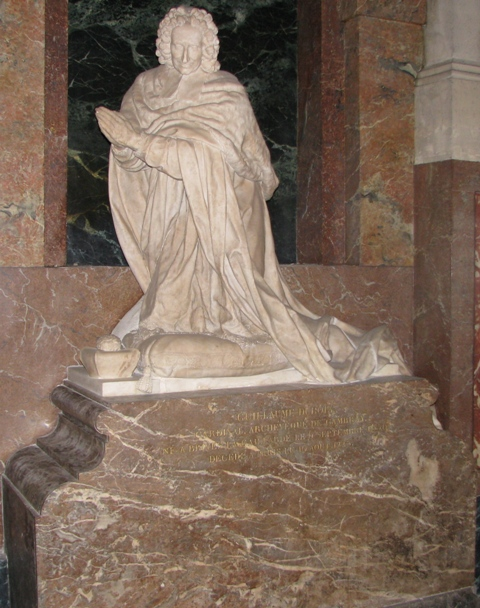
Cardial Dubois, monumento histórico em Paris.

### Primeiros anos
Guillaume Dubois nasceu em Brive-la-Gaillarde. Segundo dos quatro filhos de Jean Dubois, um médico e boticário, e Marie Joyet de Chaumont. Seu sobrenome também é listado como Du Bois. Recebeu a tonsura clerical em 28 de novembro de 1669, do bispo François de La Fayette de Limoges; frequentou a escola dos Padres da Doutrina Cristã em Brive. Em 1672, tendo concluído o curso de filosofia, foi-lhe concedida uma bolsa de estudos no Collège Saint-Michel em Paris. Obteve um doutorado in utroque iure, tanto em direito canônico quanto civil. O diretor do colégio, o abade Antoine Faure, que era da mesma parte do país que ele, fez amizade com o rapaz e manteve por muitos anos depois que ele terminou seu curso, encontrando para Dubois alunos e finalmente obtendo para ele o cargo em 1683 de sub-preceptor do sobrinho do rei, o jovem duque de Chartres, posteriormente duque regente de Orleães; foi nomeado preceptor pleno em 1687.

### Carreira
Dubois ganhou o favor de Luís XIV ao realizar o casamento de seu pupilo com Françoise-Marie de Bourbon, filha natural, mas legitimada do rei; por este serviço ele foi recompensado com a abadia de São Justo na Picardia. Ele esteve presente com seu aluno na Batalha de Steenkerque. Enviado para integrar a embaixada francesa em Londres em 1698, tornou-se tão ativo que foi chamado de volta a pedido do embaixador, que temia suas intrigas. Isso, no entanto, tendeu a aumentar seu crédito com o rei. Secretário do duque de Chartres quando ele se tornou Duque de Orleães, em 1700; todos os avanços em sua carreira foram devidos à sua amizade com o duque. O abade Dubois acompanhou o duque em suas campanhas na Itália e na Espanha. Quando o duque de foi removido de seu posto militar pelo rei Luís XIV em 28 de abril de 1705, ele retornou, com seu antigo preceptor para a França. Dubois passou longos períodos longe de Paris; em 1713, ele passou o ano inteiro em sua abadia de Airvaux, em Potiers. Quando o Duque de Orleães tornou-se regente em 1715, Dubois, que por alguns anos atuou como seu secretário, foi nomeado conselheiro de estado em 1º de janeiro de 1716, e o poder principal passou gradualmente para suas mãos.
Nomeado conselheiro de relações exteriores em 26 de março de 1717 e Secretário do Gabinete Real em 11 de abril de 1717. A política de Dubois foi firmemente direcionada para manter a paz em Utrecht, e isso o tornou o principal oponente dos esquemas do cardeal Alberoni para o engrandecimento da Espanha. Para neutralizar as intrigas de Alberoni, ele sugeriu uma aliança com a Grã-Bretanha e, diante de grandes dificuldades, conseguiu negociar a Tríplice Aliança (1717). Ministro e secretário de Estado de relações exteriores em 24 de setembro de 1718. Em 1719, ele enviou exércitos à Espanha como parte da Quádrupla Aliança, que forçou Filipe V a demitir Alberoni. Caso contrário, sua política continuou a ser de paz. O sucesso de Dubois fortaleceu-o contra a oposição acirrada de grande parte da corte. Dubois foi fundamental para impedir a conspiração de Cellamare de 1718.
Ele pediu ao regente para que lhe desse o arcebispado de Cambrai, o mais rico da França. Essa demanda foi apoiada por Jorge I e o regente cedeu. Dubois apontou para o chapéu do cardeal porque tal título eclesiástico lhe daria a maior proeminência e precedência no Conselho de Estado, dando-lhe a capacidade de remover seus adversários políticos com impunidade. O regente inicialmente relutou: embora não fosse um homem religioso, dificilmente poderia considerar Dubois um arcebispo adequado, numa época em que se acreditava universalmente que a ambiciosa Claudine Guérin de Tencin era sua amante.
Recebeu todas as ordens em sequência, por Louis de La Vergne de Tressan, bispo de Nantes: no sábado, 24 de fevereiro de 1720, em Chanteloup, as ordens menores e o subdiaconato; no dia seguinte, o diaconato; o sacerdócio em 3 de março de 1720. Eleito arcebispo de Cambrai em 6 de maio de 1720, foi consagrado em 9 de junho, na igreja de Val de Grâce, Paris, pelo cardeal Armand Gaston Maximilien den Rohan-Soubise, bispo de Estrasburgo, assistido por Louis de La Vergne de Tressan, bispo de Nantes, e por Jean-Baptiste Massillon, bispo de Clermont.
Seu próximo objetivo era o cardinalato e, após longas e lucrativas negociações por parte do Papa Clemente XI, foi criado cardeal por Inocêncio XIII, cuja eleição se deveu em grande parte aos subornos de Dubois. Estima-se que este cardinalato custou à França cerca de oito milhões de francos. Assim, elevado a cardeal-presbítero no consistório de 16 de julho de 1721; com um breve apostólico de 24 de julho de 1721, o papa lhe enviou o barrete vermelho; ele nunca foi a Roma para receber o chapéu vermelho e o título. Em 1721, após hostilidades militares, a Espanha assinou uma aliança com a França; também obteve a paz com a Suécia, Dinamarca e Rússia. Nomeado superintendente des postes, em outubro de 1721. Membro do Conselho de Regência e, logo depois, ministre principal (primeiro-ministro), em 22 de agosto de 1722. Membro da Academia Francesa, em 26 de novembro de 1722. Presidente da Assembleia do Clero, em 30 de maio de 1723. Ainda foi membro da Académie des sciences, tendo sido seu presidente em 1723.
Quando foi declarada a maioridade de Luís XV em 1723, Dubois permaneceu em todos seus cargos. Devido a sua origem humilde, forte oposição ao jansenismo e reversão do regime aristocrático prevalente sob o rei Luís XIV, ele era odiado pela nobreza. Sua carreira eclesiástica deixou muito a desejar. Embora não haja provas da afirmação prevalente de que ele se casou secretamente, sua licenciosidade e notória impiedade, mesmo na época de sua morte, tornam evidente que ele perseguiu e usou dignidades eclesiásticas principalmente para aumentar sua posição política e prestígio. Ele havia acumulado uma imensa fortuna privada, possuindo além de sua sé as receitas de sete abadias.
Cardeal Dubois faleceu em 10 de agosto de 1723, em Versalhes, de uma infecção renal produzida por um abscesso na bexiga; ele se recusou a ser operado pelo cirurgião enviado pelo duque de Orléans. Em 11 de agosto, o corpo do cardeal foi transportado para a igreja de Saint-Honoré, Paris, onde ele havia sido cônego, e colocado na capela de Sainte Vierge; o funeral, com grande magnificência, ocorreu em 19 de agosto, e logo depois sepultado na cripta dos cônegos. Mais tarde, uma missa pontifícia solene de réquiem, ordenada pelo rei, foi celebrada pelo arcebispo de Paris na catedral de Notre-Dame. A família ergueu um esplêndido mausoléu, feito por Guillaume Coustou, o Velho.
O retrato de Dubois foi assim desenhado por seu rival de longa data, o Duque de Saint-Simon (que mantinha uma pintura dele em seu banheiro).
Ele era um homem pequeno, lastimoso, enrugado, com uma peruca de linho e rosto de doninha, iluminado por algum intelecto. Todos os vícios - perfídia, avareza, libertinagem, ambição, lisonja - lutaram dentro dele. Ele era um mentiroso tão contumaz que, quando percebia o fato, podia negar descaradamente. 
Esta famosa imagem pode ser interpretada como tendenciosa. Dubois era inescrupuloso, mas seus contemporâneos também o eram, e quaisquer que fossem seus vícios, ele forjou uma paz europeia que, com exceção de pequenas expedições militares contidas contra os Habsburgos austríacos, duraria um quarto de século.
Em 1789 apareceu Vie privée du Cardinal Dubois, atribuído a um de seus secretários, Mongez; e em 1815 seu Mémoires secrets et correspondance inédite, editado por L. de Sevelinges.